# Villers-sur-Trie
Pour les articles homonymes, voir Villers.
Villers-sur-Trie est une ancienne commune française située dans le département de l'Oise, en région Hauts-de-France,  
Le 1er janvier 2018, elle devient  une commune déléguée de la commune nouvelle de Trie-Château. 

## Géographie
Villers-sur-Trie est une ancienne commune du Vexin français située à 6 km au nord-est de Gisors, à 9 km au nord-ouest de Chaumont-en-Vexin et à 17 km au sud-ouest d'Auneuil.

## Toponymie
Le nom de la localité est mentionné sous les formes  Villers en 1793, Villers-sur-Trie en 1801.
Étymologie : du bas latin villare (ferme) et la Trie est une rivière du Vimeu, dans l'ancienne région Picardie (actuelle région Hauts-de-France), au sud-ouest du département de la Somme et un affluent de la rive gauche de la Somme.

## Histoire
- 1825 : Villers-sur-Trie est rattachée à Énencourt-Léage.
- 1832 : Villers-sur-Trie est détachée d'Énencourt-Léage.
- 2017 : Villiers-sur-Trie est fusionnée avec Trie-Château.

## Politique et administration

### Liste des maires
| Période                                  | Période       | Identité           | Étiquette | Qualité |
| ---------------------------------------- | ------------- | ------------------ | --------- | ------- |
| Les données manquantes sont à compléter. |               |                    |           |         |
| novembre 2015                            | décembre 2017 | Laurent Desmeliers |           |         |

## Population et société

### Démographie
L'évolution du nombre d'habitants est connue à travers les recensements de la population effectués dans la commune depuis 1793. Pour les communes de moins de 10 000 habitants, une enquête de recensement portant sur toute la population est réalisée tous les cinq ans, les populations de référence des années intermédiaires étant quant à elles estimées par interpolation ou extrapolation. Pour la commune, le premier recensement exhaustif entrant dans le cadre du nouveau dispositif a été réalisé en 2007.

En 2015, la commune comptait 329 habitants, en évolution de −6 % par rapport à 2009 (Oise : +0,87 %, France hors Mayotte : +2,11 %).
| 1793 | 1800 | 1806 | 1821 | 1836 | 1841 | 1846 | 1851 | 1856 |
| ---- | ---- | ---- | ---- | ---- | ---- | ---- | ---- | ---- |
| 197  | 232  | 264  | 260  | 311  | 304  | 284  | 282  | 245  |

| 1861 | 1866 | 1872 | 1876 | 1881 | 1886 | 1891 | 1896 | 1901 |
| ---- | ---- | ---- | ---- | ---- | ---- | ---- | ---- | ---- |
| 236  | 236  | 247  | 256  | 241  | 224  | 234  | 237  | 226  |

| 1906 | 1911 | 1921 | 1926 | 1931 | 1936 | 1946 | 1954 | 1962 |
| ---- | ---- | ---- | ---- | ---- | ---- | ---- | ---- | ---- |
| 237  | 215  | 198  | 181  | 147  | 158  | 132  | 128  | 119  |

| 1968 | 1975 | 1982 | 1990 | 1999 | 2006 | 2007 | 2012 | 2015 |
| ---- | ---- | ---- | ---- | ---- | ---- | ---- | ---- | ---- |
| 103  | 125  | 156  | 280  | 293  | 342  | 349  | 334  | 329  |

### Pyramide des âges
La population de la commune est relativement jeune. Le taux de personnes d'un âge supérieur à 60 ans (12,9 %) est en effet inférieur au taux national (21,6 %) et au taux départemental (17,5 %).
Contrairement aux répartitions nationale et départementale, la population masculine de la commune est supérieure à la population féminine (51 % contre 48,4 % au niveau national et 49,3 % au niveau départemental).
La répartition de la population de la commune par tranches d'âge est, en 2007, la suivante :
- 51 % d’hommes (0 à 14 ans = 21,9 %, 15 à 29 ans = 16,9 %, 30 à 44 ans = 24,2 %, 45 à 59 ans = 24,7 %, plus de 60 ans = 12,4 %) ;
- 49 % de femmes (0 à 14 ans = 21,6 %, 15 à 29 ans = 16,4 %, 30 à 44 ans = 20,5 %, 45 à 59 ans = 28,1 %, plus de 60 ans = 13,5 %).

| Hommes | Classe d’âge | Femmes |
| ------ | ------------ | ------ |
| 0,0    | 90 ans ou +  | 1,2    |
| 2,8    | 75 à 89 ans  | 2,9    |
| 9,6    | 60 à 74 ans  | 9,4    |
| 24,7   | 45 à 59 ans  | 28,1   |
| 24,2   | 30 à 44 ans  | 20,5   |
| 16,9   | 15 à 29 ans  | 16,4   |
| 21,9   | 0 à 14 ans   | 21,6   |

| Hommes | Classe d’âge | Femmes |
| ------ | ------------ | ------ |
| 0,2    | 90 ans ou +  | 0,8    |
| 4,5    | 75 à 89 ans  | 7,1    |
| 11,0   | 60 à 74 ans  | 11,5   |
| 21,1   | 45 à 59 ans  | 20,7   |
| 22,0   | 30 à 44 ans  | 21,6   |
| 20,0   | 15 à 29 ans  | 18,5   |
| 21,3   | 0 à 14 ans   | 19,9   |

## Culture locale et patrimoine

### Lieux et monuments

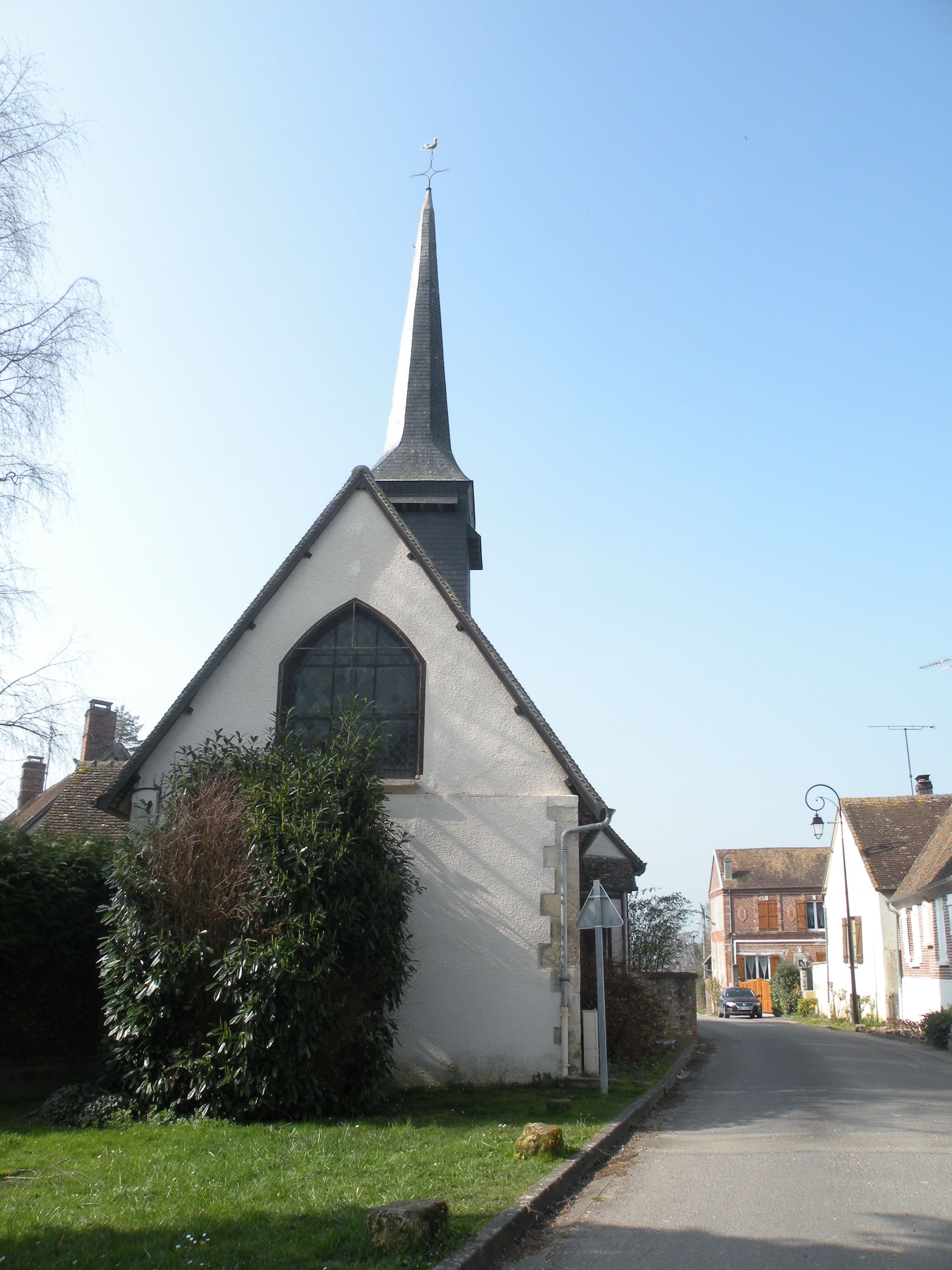
L'église Saint-Denis.

- L'église Saint-Denis[8].

### Personnalités liées à la commune
- Maurice Mignon (résistant)

### Héraldique
| Armes de Villers-sur-Trie | Les armes de Villers-sur-Trie se blasonnent ainsi : D’argent à la croix pattée de gueules surmontée de deux quintefeuilles du même rangées en chef, à la bordure de sinople |